# Quintus Aelius Tubero (Kr. e. 11)
Quintus Aelius Tubero (Kr. e. 74. k. – Kr. e. 11. után) római politikus, jogász, történetíró. A plebeius Aelia genshez tartozott.
Édesapját, Lucius Aelius Tubero történészt és filozófust mély, gyermekkorból eredő barátság és távoli rokoni szálak fűzték Ciceróhoz. Fiatalon Caius Julius Caesar színe előtt mondott beszédet az atyai barátja által védett Quintus Ligarius ellen.  Ligarius ugyanis Kr. e. 48-ban nem volt hajlandó átadni apjának a számára kijelölt Africa provincia irányítását, sőt partraszállásukat is megakadályozta – innen az ellenszenv. Quintilianus említi ezt szónoklatát, amellyel nem ért el sikert.
Tubero Ofiliusnál kezdett polgári jogi (Jus Civile) tanulmányokba, és mind a magán- (jus privatum) mind a közjog (jus publicum) terén hamarosan tekintéllyé vált. Több munkát is írt jogi tárgykörben, ám archaizáló stílusuk miatt – Pomponius közlése alapján – kevésbé élvezetes olvasmányoknak bizonyultak.
Tubero Servius Sulpicius egyik lányát vette feleségül, és lánya lett Caius Cassius Longinus, a későbbi szintén híres jogász anyja. Kr. e. 11-ben Augustusszal közösen lett consul, bár ezt némely források nem említik.
Gellius két művét említi: az egyik a De Officio Judicis (A bírói szolgálatról), a másik az Ad C. Oppium (Caius Oppiusnak) címet viselte. A Digestában rengetegszer hivatkozott és idézett Tubero őt jelöli, azonban egész részletek nem kerültek a műbe munkáiból.
Apjához hasonlóan írt egy történeti munkát is, azonban a Gelliusnál fennmaradt részletekről nem eldönthető, hogy saját vagy apja művéből származnak-e.